# Viola Goretzki
Viola Goretzki (n. 23 noiembrie 1956, Zwickau, Karl-Marx-Stadt District⁠(d), RDG) este o canotoare ce a reprezentat Republica Democrată Germană, medaliată olimpică. A participat la o ediție a Jocurilor Olimpice (1976) în care a câștigat o medalie de aur.

## Participări
Lista de mai jos prezintă principalele competiții la care a participat Viola Goretzki de-a lungul carierei.
- rowing at the 1976 Summer Olympics – women's eight[*][3]